# NJPW STRONG Openweight Championship
El STRONG Openweight Championship (Campeonato de Peso Abierto STRONG, en español) es un campeonato de lucha libre profesional, perteneciente a New Japan Pro-Wrestling (NJPW). El título fue anunciado el 3 de abril de 2021, con el campeón inaugural coronado en la final del torneo de la New Japan Cup USA el 23 de abril. El campeón actual es Tomohiro Ishii, quien se encuentra en su primer reinado.
El nombre del campeonato se debe al programa de televisión producido por NJPW en Estados Unidos, NJPW Strong, donde el título debe ser defendido con regularidad. Es el tercer título de peso abierto de la empresa, junto con el Campeonato de Peso Abierto NEVER y el Campeonato en Parejas de Peso Abierto 6-Man NEVER. La naturaleza de peso abierto del título significa que tanto luchadores de categoría Heavyweight como Junior Heavyweight son aptos para competir por él.

## Historia
El campeonato fue oficialmente anunciado el 3 de abril de 2021. Inicialmente, el título fue creado exclusivamente para ser defendido en el programa de televisión estadounidense de NJPW, NJPW Strong, que incluía luchadores estadounidenses.
El 11 de noviembre de 2023, la promoción estadounidense asociada a NJPW, All Elite Wrestling (AEW), anunció un torneo llamado Continental Classic, cuyo ganador se convertiría en el primer Campeón Continental de AEW. Eddie Kingston, que ostentaba el Campeonato STRONG y el Campeonato Mundial de ROH, anunció que pondría sus campeonatos en juego durante el torneo y que el ganador del torneo sería un Campeón de la Triple Corona estadounidense (denominado colectivamente Corona Continental). Como parte del Campeonato de la Triple Corona, el Campeonato de Peso Abierto STRONG fue reconocido por NJPW, AEW y ROH, y se defendió en las tres promociones. En el evento Worlds End de AEW, Kingston derrotó a Jon Moxley en la final del Continental Classic, reteniendo el Campeonato de Peso Abierto STRONG y convirtiéndose en el primer Campeón de la Corona Continental. Kingston perdería el Campeonato Continental de AEW ante Kazuchika Okada en el episodio del 20 de marzo de 2024 de AEW Dynamite, perdiendo así su reconocimiento como Campeón de la Triple Corona.

## Campeones
El campeón inaugural fue Tom Lawlor, quien derrotó a Brody King en la final del torneo New Japan Cup 2021 USA, y desde entonces ha habido 7 distintos campeones oficiales, repartidos en 8 reinados en total. 
El reinado más largo en la historia del título le pertenece a Tom Lawlor, quien mantuvo el título durante 387 días en su primer reinado. Por otro lado, Hikuleo posee el reinado más corto en la historia del campeonato, con 18 días con el título en su haber.
Por último, el campeón más joven en la historia es Gabe Kidd, quien a los 27 años y 17 días derrotó a Eddie Kingston en Resurgence. En contraparte, el campeón más viejo es Tomohiro Ishii, quien a los 49 años y 122 días derrotó a Gabe Kidd en Windy City Riot 2025. 

### Campeón actual
El campeón actual es Tomohiro Ishii, quien se encuentra en su primer reinado como campeón. Ishii ganó el campeonato tras derrotar al excampeón Gabe Kidd el 11 de abril de 2025 en Windy City Riot.
Ishii registra hasta el 9 de agosto de 2025 las siguientes defensas televisadas:
1. vs. Drilla Moloney (9 de mayo de 2025, Resurgence)

### Lista de campeones
| N.º | Campeón        | Lucha                 | Lucha                                  | Lucha                    | Estadísticas | Estadísticas | Estadísticas      | Notas y referencias |
| N.º | Campeón        | Fecha                 | Evento                                 | Ubicación                | Reinado      | Días         | Defensas exitosas | Notas y referencias |
| --- | -------------- | --------------------- | -------------------------------------- | ------------------------ | ------------ | ------------ | ----------------- | --- |
| 1   | Tom Lawlor     | 23 de abril de 2021   | New Japan Cup USA                      | Port Hueneme, California | 1            | 387          | 9                 | Derrotó a Brody King en la final del torneo New Japan Cup 2021 USA, convirtiéndose en el campeón inaugural. |
| 2   | Fred Rosser    | 15 de mayo de 2022    | NJPW Strong: Collision in Philadelphia | Filadelfia, Pensilvania  | 1            | 279          | 7                 | Emitido el 25 de junio en diferido. |
| 3   | KENTA          | 18 de febrero de 2023 | Battle in the Valley                   | San José, California     | 1            | 74           | 2                 | [ 10 ] |
| 4   | Hikuleo        | 3 de mayo de 2023     | Wrestling Dontaku                      | Fukuoka, Japón           | 1            | 18           | 0                 | [ 11 ] |
| 5   | KENTA          | 21 de mayo de 2023    | Resurgence                             | Long Beach, California   | 2            | 45           | 0                 | [ 12 ] |
| 6   | Eddie Kingston | 5 de julio de 2023    | NJPW Strong: Independence Day          | Tokio, Japón             | 1            | 311          | 12                | Durante este reinado, el título se convirtió en parte del Campeonato Americano de la Triple Corona, con Kingston defendiendo el campeonato junto con el Campeonato Continental de AEW y el Campeonato Mundial de ROH después de ganar el torneo Continental Classic. |
| 7   | Gabe Kidd      | 11 de mayo de 2024    | Resurgence                             | Ontario, California      | 1            | 335          | 6                 | Fue un No Rope, Last Man Standing Match. |
| 8   | Tomohiro Ishii | 11 de abril de 2025   | Windy City Riot                        | Chicago, Illinois        | 1            | 120+         | 1                 | Fue un 30 Minute Iron Man Match. |

### Total de días con el título
La siguiente lista muestra el total de días que un luchador ha poseído el campeonato si se suman todos los reinados que posee. Actualizado a la fecha del 9 de agosto de 2025.

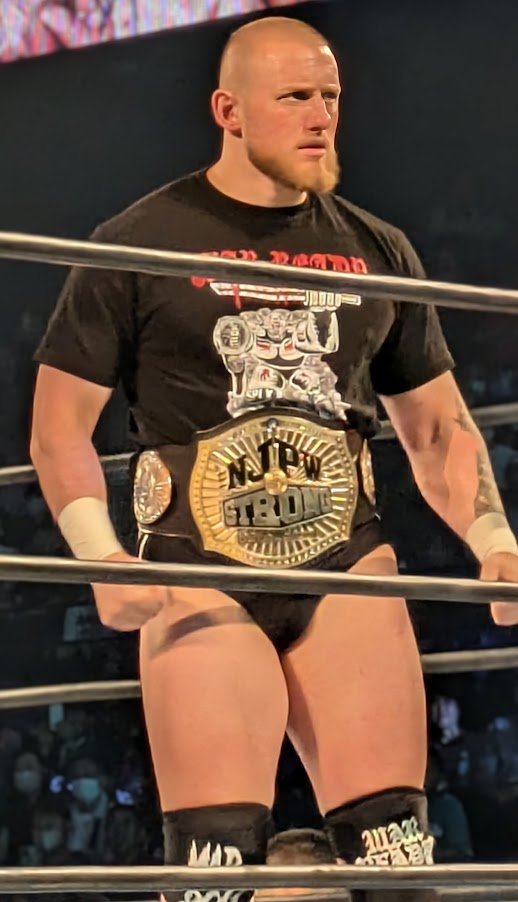
Gabe Kidd es el segundo con el mayor número de días acumulativos como campeón.

| + | Indica al campeón actual |

| N.º | Campeón        | Reinados | Núm. defensas | Total de días |
| --- | -------------- | -------- | ------------- | ------------- |
| 1   | Tom Lawlor     | 1        | 9             | 387           |
| 2   | Gabe Kidd      | 1        | 6             | 335           |
| 3   | Eddie Kingston | 1        | 12            | 311           |
| 4   | Fred Rosser    | 1        | 7             | 279           |
| 5   | Tomohiro Ishii | 1        | 1             | 120+          |
| 6   | KENTA          | 2        | 2             | 119           |
| 7   | Hikuleo        | 1        | 0             | 18            |

### Mayor cantidad de reinados
| Reinados | Luchador (es) |
| -------- | ------------- |
| 2 veces  | KENTA         |